# Colt Python
O Colt Python é um revólver de calibre .357 Magnum produzido pela Colt's Manufacturing Company de Hartford, Connecticut. O Colt Python tinha como objetivo o segmento dos revólveres premium. Alguns colecionadores de armas de fogo e escritores como Jeff Cooper, Ian V. Hogg, Chuck Hawks, Leroy Thompson e Renee Smeets descreveram o Python como um dos melhores revólveres já feitos.

## Descrição
O Colt Python é um revólver de ação dupla feito com o "chassi I" da Colt, com câmaras para cartuchos .357 Magnum. O revólver Python tem boa reputação por sua precisão, gatilho suave e uma firme trava do cilindro.

## História
O Colt Python foi primeiramente apresentado em 1955 como modelo topo de linha da Colt, e foi originalmente projetado para ser um revólver calibre .38 Special. Como resultado, ele tem como característica ajustes precisos de pontaria, um gatilho suave, construção sólida e metal extra. Pythons têm um aspecto distinto devido ao suporte inferior do cano completo, cano ventilado e miras ajustáveis. Originalmente a Colt produziu Pythons com suporte inferior do cano oco, porém firme para trabalhar como um peso estabilizador do cano. Quando o revólver está engatilhado, assim que o gatilho é pressionado, o cilindro trava para a duração do impacto do martelo. [carece de fontes?] O intervalo entre o cilindro e a frente do cano é muito apertado, promovendo auxílio à precisão e velocidade. Cada revólver Python foi calibrado na fábrica com um laser, e esse foi o primeiro revólver produzido em massa a utilizar esse método.
A Colt's Manufacturing Company anunciou o término de sua produção de revólveres Python em outubro de 1999, devido a ausência de vendas e aumentos no custo de produção. A Colt Custom Gun Shop, loja oficial da Colt, continuou a fazer um número limitado de Pythons para entregas especiais até 2005, quando esta produção foi terminada.
Em 2020 a Colt's Manufacturing Company voltou a produção do revólver Colt Python no calibre .357 Magnum disponível com o cano de 4,25 in e 6 in.

## Modelos e variações

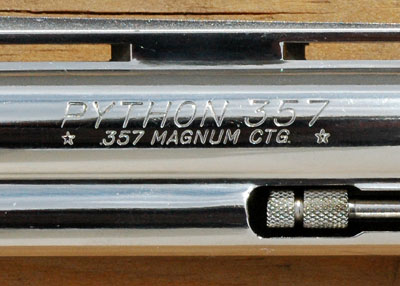
Marca Colt Python cunhado no cano da arma

O Python estava disponível em dois acabamentos: azul real e níquel brilhante. A produção do modelo de cor níquel brilhante foi interrompida com a introdução dos modelos Ultimate Stainless (Aço Definitivamente Inoxidável), por serem mais duráveis, com inox acetinado e cromados. Os acabamentos em aço inoxidável e azul real foram oferecidos até 2003 pela Colt no modelo Python "Elite".
Pythons estavam disponíveis com canos de 2,5 in, 4 in, 6 in e 8 in. O modelo de seis polegadas é geralmente o mais popular, e o modelo de 8 polegadas tinha uso planejado para caça. Uma versão com cano de 3 polegadas é bastante colecionada, apesar de não ser rara.
O modelo Python Silhouette, com cano de 8 polegadas e mira telescópica da Leupold & Stevens instalado de fábrica, foi fabricado em 1981. O modelo Python Target foi fabricado por vários anos somente no calibre .38 Special, com acabamento em azul e níquel.
Duas variações da Python foram feitas em pequena quantidade pela Colt. A primeira foi a Colt Boa de 1985, que foi um revólver de produção limitada, também de calibre .357 Magnum, feito pela Colt para a Lew Horton Distributing Company em Massachusetts. Visualmente ela lembra bastante a Python original. Seiscentos revólveres de 6 polegadas e seiscentos de 4 polegadas foram feitos, dos quais 100 foram conjuntos com ambas as pistolas. Apesar de lembrar uma Python visualmente, para manter seu preço de venda baixo ela foi feita substancialmente diferente internamente e requer menos ajuste manual. A segunda foi a Colt Grizzly de aço inoxidável de 1994, outro revólver .357 Magnum com produção limitada. Quinhentos desses revólveres foram fabricados, somente com canos de 6" com freio de boca. O Grizzly tem cilindros suaves e sem estrias. O cano tem cunhado uma pegada de um urso. O chassi e a operação foram baseadas na Trooper/Mk-III.
Um modelo similar foi a Colt Kodiak, que foi uma Colt Anaconda com um cano com freio de boca e um cilindro sem estrias. Aproximadamente 2000 Kodiaks foram fabricadas.

De acordo com o historiador R. L. Wilson, Colt Pythons foram colecionadas por Elvis Presley e vários reis no sentido tradicional: 
| “ | Sua Majestade Hussein I da Jordânia comprou um número limitado de Pythons, com canos de 4" e 6", como presentes para seus seletos amigos. O brasão de Sua Majestade foi incrustado na armação e no cano da arma. O Python para o Rei Juan Carlos da Espanha teve seu nome cunhado em ouro na lateral. Entre outras celebridades encontram-se: Rei Jaled e Príncipe Fahd, Rei Haçane II, xeque Zayed, Presidente Anwar Sadat e o Presidente Hafez Assad. | ” |

## Uso

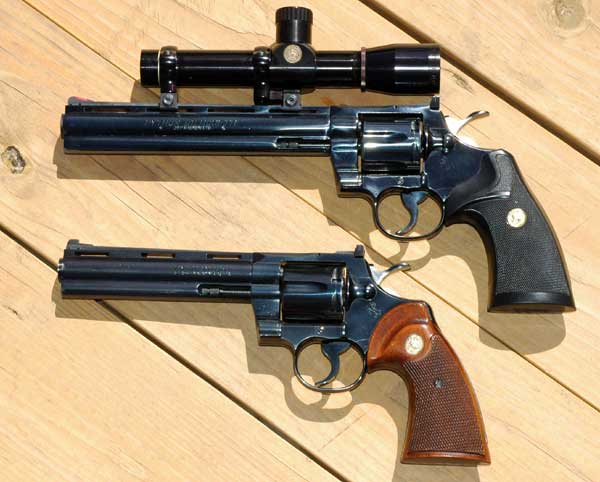
Colt Pythons com canos de 8" e 6" e acabamento em azul real

O revólver Python imediatamente invadiu o mercado de segurança quando apresentado, com o revólver com cano de 6" sendo popular entre oficiais uniformizados e com o de 4" sendo considerado ótimo para uso entre policiais disfarçados. No entanto desde então seu uso decaiu (juntamente com todos os outros revólveres) devido a mudança das necessidades da segurança pública, que favoreciam pistolas semi-automáticas. Quando agências de segurança perceberam que pistolas semi-automáticas 9 mm disparavam balas com características similares ao .38 Special com maior capacidade, elas começaram a migrar para estas, usando pistolas com vários diferentes calibres. [carece de fontes?]
A Patrulha Rodoviária do Colorado utilizava Pythons azuis de 4" até sua substituição por armas semi-automáticas S&W calibre .40. A Patrulha Estadual da Geórgia e a Patrulha Rodoviária da Flórida também distribuiu Pythons para seus oficiais.

## Crítica
O historiador oficial da Colt R. L. Wilson descreveu o Colt Python como o "Rolls-Royce dos revólveres Colt", e o historiador de armas de fogo Ian V. Hogg referiu-se ao revólver como "o melhor do mundo". Apesar disso o revólver não ficou sem depreciadores. O lado negativo da precisão da Colt Python era sua tendência para ir "fora do tempo" com disparos sequenciais. Esta é uma condição em que o cilindro não vira no alinhamento exato com o buraco do cano, então um atirador é "salpicado" com fagulhas da carga propulsora quando a arma dispara, ou a arma pode não disparar quando usada em dupla ação. Quando isso acontece, a trava precisa ser regulada novamente.